# Wolfgang Ostwald
Carl Wilhelm Wolfgang Ostwald (27 de mayo de 1883 - 22 de noviembre de 1943) fue un químico y biólogo alemán que investigó sobre coloides.
Ostwald nació en Riga, hijo de Wilhem Ostwald, ganador del Premio Nobel de Química de 1909.

## Libros
- Grundriß der Kolloidchemie (Fundamentos de la química de coloides, 1909)
- Die Welt der vernachlässigten Dimensionen (El mundo de las dimensiones descuidadas, 1914)